# Passper Pro
Passper Pro(パスパー プロ)は、PDF/RAR/ZIP/Excel/Word/PowerPoint ファイルのパスワードを解除するソフト
。ソフトウェアメーカーのiMyFone Technology (アイマイフォンテクノロジー) が開発、販売している。

## 特徴
- PDF、RAR、ZIP、Excel、Word、PowerPoint といった多様な形式のファイルに設定された暗号化パスワードを回復し、ワンクリック操作により暗号化ファイルの開封を可能にする[4]。
- Excel、Word、PowerPoint、PDF に課された編集制限を解除し、ロックされたファイルの再編集や変更を実現する。
- 4種類の高度なパスワードクラッキングアルゴリズムを内蔵しており、さまざまな状況下でのファイルパスワードのロック解除に対応する。
- 複数の種類と強度を持つファイルパスワードに対応可能で、パスワード解除の成功率が 99% と高いことが特徴とされる[5]。

## プラットフォーム
- Windows 7/8/10/11/XP/Vista
- macOS 10.10 - macOS 15
- PDF、RAR、ZIP、Excel、Word、PowerPointなど、あらゆるファイルのバージョンとフォーマットをサポート

### 対応形式
- プロセッサ（CPU）Windows：1GHz以上(32ビット版 or 64ビット版)
- Mac：1GHz Intel 以上